# Coyote Buttes
Coyote Buttes è una sezione del Paria Canyon-Vermilion Cliffs Wilderness gestita dal Bureau of Land Management (BLM), che si abbraccia l'estremo Utah centro-meridionale e l'Arizona centro-settentrionale, a sud dell'autostrada US 89 a metà strada tra Kanab, Utah e Page, Arizona. È diviso in due aree: Coyote Buttes North e Coyote Buttes South. Visitare una delle aree di Coyote Buttes richiede l'acquisto di un permesso escursionistico.

## Descrizione
L'area di Coyote Buttes è un'esposizione di arenaria Navajo giurassica eoliana a strati incrociati. La colorazione variabile delle arenarie è il risultato di vari pigmenti di ossido di ferro all'interno degli strati. Un percorso di dinosauri o una superficie calpestabile si trova nell'area e fornisce le prove di una varietà di dinosauri.  L'area comprende drammatiche formazioni rocciose erosive vorticose come per esempio The Wave.
The Wave e Buckskin Gulch condividono il Wire Pass Trailhead sulla House Rock Valley Road.

## Percorso dei dinosauri
Il percorso dei dinosauri all'interno della zona è un sito di 0,75 acri (3 000 m²) che ha orme di dinosauri all'interno della zona. La pista contiene più di 1 000 impronte che sono state fatte approssimativamente 190 milioni di anni fa. Tracce di tre generi di Eubrontes, Anchisauripus e Grallator sono presenti insieme ad un Sauropodomorfo che non è stato identificato.

## Galleria d'immagini

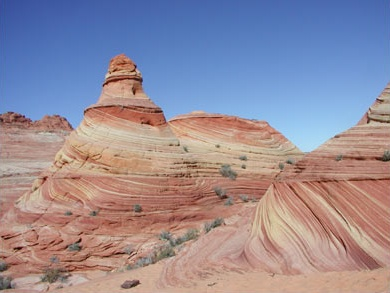
Coyote Buttes
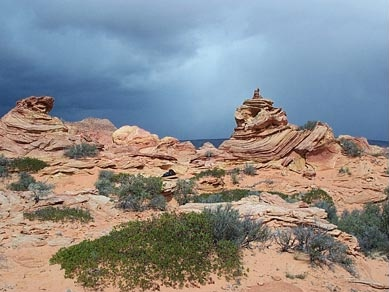
Coyote Buttes
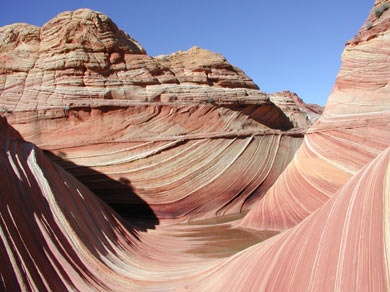
L'onda
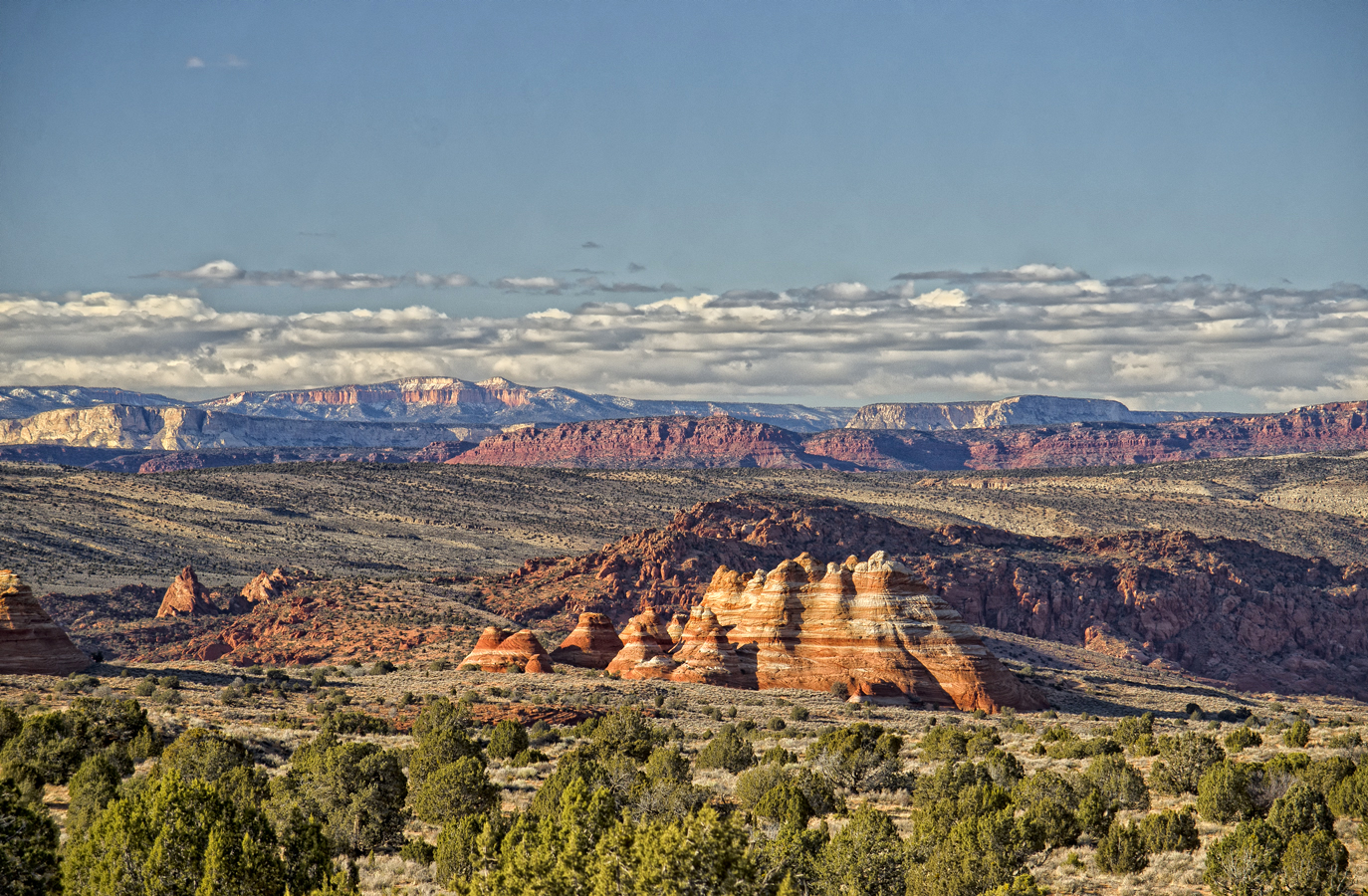
Guardando a nord oltre i tepee, a Coyote Buttes South